# Macrozafra subabnormis
Macrozafra subabnormis är en snäckart som först beskrevs av Suter 1899.  Macrozafra subabnormis ingår i släktet Macrozafra och familjen Columbellidae. Inga underarter finns listade i Catalogue of Life.